# Knochen zu Asche
Knochen zu Asche (engl. Bones to Ashes) ist der zehnte Kriminalroman der US-amerikanischen Autorin Kathy Reichs aus dem Jahr 2007. In dem Roman unterstützt die forensische Anthropologin Temperance „Tempe“ Brennan ihren langjährigen Partner, Andrew Ryan, bei der Untersuchung einer Reihe von verschwundenen und ermordeten jungen Mädchen. Gleichzeitig beschäftigt sie sich auch mit den Überresten eines alten Skeletts, hinter dem sie die Überreste ihrer Jugendfreundin vermutet, die in den siebziger Jahren unter mysteriösen Umständen verschwand. Gemeinsam mit Ryan gelingt es Tempe, zumindest ein Teil des Schicksals der verschwundenen Mädchen zu klären und dabei einen Produzenten und Händler von Kinderpornografie auffliegen zu lassen. Außerdem findet sie gemeinsam mit ihrer Schwester Harry ihre Jugendfreundin wieder, die jahrelang versteckt vor der Öffentlichkeit gelebt hat, weil sie an Lepra erkrankt ist.

## Inhalt
Ein befreundeter Polizist, Hippo Gallant vom Cold Case Squad der Provinzpolizei von Quebec, bittet Tempe, ein altes Skelett einer Jugendlichen zu konfiszieren und zu untersuchen. Tempe kommt dem Wunsch nach und wird bei der Untersuchung des Skeletts an ihre Jugendfreundin Évangéline erinnert, die mit 14 Jahren auf geheimnisvolle Weise verschwand und in derselben Gegend wohnt, in New Brunswick, in der auch das Skelett gefunden wurde. Évangéline gehört einer kleinen Minderheit in Kanada an, den französischsprechenden Akadiern. Tempe hegt die Vermutung, dass das Skelett vielleicht Évangéline sein könnte. Hippo tut Tempe umgekehrt einen Gefallen, indem er nach dem Verbleib ihrer Freundin forscht.
Ihr langjähriger Partner bei der Polizei in Montreal, Andrew Ryan, bittet sie ebenfalls um Hilfe, denn er untersucht eine Reihe von verschwundenen Mädchen und einige Leichenfunde, von denen er glaubt, das sie möglicherweise zusammenhängen. Die Anrufliste einer Freundin, die einem der verschwundenen Mädchen ihr Handy regelmäßig zum heimlichen Telefonieren ausgeliehen hat, bringt Ryan und Tempe auf die Spur eines Fotografen Cormier, der von jungen Mädchen regelmäßig Fotos gemacht hat mit dem Versprechen, sie damit auf den Weg zu einer Model- und Schauspielkarriere zu bringen. Nach genaueren Durchsuchungen von Cormiers Büro und Wohnung stellt sich heraus, dass Cormier neben diesen Fotos über Jahrzehnte in großem Stil Kinderpornografie hergestellt hat. Eines der verschwundenen Mädchen taucht in einem der Filme auf. Außerdem finden Hippo und Tempe überraschend ein altes Foto von Évangéline versteckt in Cormiers Wohnung, was schließen lässt, das auch Évangéline Opfer dieses Kinderpornografierings wurde. Wenige Tage später wird Cormier tot aufgefunden, so dass er nicht weiter dazu befragt werden kann.
Hippo hat inzwischen herausgefunden, dass Évangélines Schwester, Obéline, noch lebt und einen halbseidenen Geschäftsmann geheiratet hat, David Bastarache, der unter anderem Etablissements mit Glückspiel und Stripclubs betreibt und schon mehrfach im Visier der Polizei war, ohne dass man ihm je etwas anlasten konnte. Tempe und ihre Schwester Harry, die Tempe gerade besucht, fliegen nach Akadien, um mit Obéline persönlich zu sprechen. Obéline verhält sich jedoch sehr abweisend und teilt Tempe und Harry mit, dass Évangéline schon als Teenager verstorben sei. Einen Tag nach diesem Besuch verschwindet Obéline; Indizien deuten auf einen Selbstmord hin.
Die Untersuchung der Kinderpornografie bringt Tempe und Ryan auf eine neue Spur: Tempe erkennt auf einem der Filme das Haus wieder, in dem Obéline wohnt und das eigentlich ihrem Mann David Bastarache gehört. Weil es nun möglich ist, Bastarache mit den verschwundenen Mädchen und der Kinderpornografie in Verbindung zu bringen, gelingt es Ryan, ihn verhaften zu lassen. Die Beweislage ist jedoch zu dünn, so dass Bastarache schnell wieder freigelassen wird. Ryan und Tempe verfolgen Bastarache jedoch nach seiner Haftentlassung mit dem Auto bis auf ein Weingut außerhalb Montreals. Dort finden sie Obéline quicklebendig wieder und eines der verschwundenen Mädchen, Claudine.
Bastarache gelingt es zu entkommen, aber mittels einer Fahndung wird er schließlich im Haus seines Halbbruders Pierre Malo aufgefunden. Wie sich herausstellt, ist Pierre Malo, nicht David Bastarache, der Urheber der Kinderpornografie. Malo hat auch Cormier ermordet, damit dieser ihn nicht an die Polizei verrät. Bastarache ist empört, weil er in Kinderpornografie nicht verwickelt sein will und seinem Halbbruder das Versprechen abgenommen hatte, dass dieser dieses schmutzige Geschäft aufgibt. In einem Handgemenge gelingt es Ryan und der nachrückenden Verstärkung, Pierre Malo und David Bastarache zu verhaften. Überraschend taucht in Malos Haus während des Handgemenges noch eine Frau auf, die sich dort für kurze Zeit versteckt gehalten hat: Évangéline.
Wie Tempe nun erfährt, ist Évangélines Mutter Krankenschwester in einem der letzten Lazarette für Leprakranke in Kanada gewesen und selbst an Lepra erkrankt; Évangéline ist später ebenfalls daran erkrankt. Da die Familie großes Misstrauen gegenüber staatlichen Behörden empfand, versteckten sie aus Scham und Sorge sowohl Mutter als auch Tochter, anstatt die schon möglichen Behandlungen der Lepra zu nutzen. David Bastarache lernte Évangéline kennen, als sie in seiner Familie als Haushaltshilfe arbeitete und verliebte sich in sie. Als Évangéline erkrankte, half er, sie zu verstecken. Obéline heiratete Bastarache zur Tarnung. Pierre Malo, Bastaraches Halbbruder, presste Évangéline ein pornografisches Foto ab, als sie noch für die Bastaraches arbeitete und um ihren Job fürchtete.
Die Fälle der verschwundenen Mädchen sind zumindest in Teilen auch gelöst: Einige der Mädchen wurden tatsächlich vom Fotografen Cormier an Malo für sein Pornografiegeschäft weitergereicht. Ein Mädchen wurde von Bastarache entdeckt und in Sicherheit gebracht. Ein Mädchen wird von Ryan und Tempe gefunden; sie hat sich nach kurzer Zeit aus dem Pornografiegeschäft befreien können, hat geheiratet und eine Familie gegründet. Ein verschwundenes Mädchen hat nichts mit der Kinderpornografie zu tun, sondern wurde von ihrem eigenen Vater ermordet. Zwei weitere Mädchen sind von Malo ermordet worden, wofür er zusammen mit dem Vorwurf der Kinderpornografie eine lange Haftstrafe erwarten kann. Bastarache kann nichts nachgewiesen werden, er kommt frei.
Die Identität des geheimnisvollen alten Skeletts kann in Teilen geklärt werden: Vermutlich handelt es sich um ein junges Mädchen, das Anfang des 20. Jahrhunderts an Lepra erkrankte und auf einer Quarantäneinsel, Sheldrake Island, zusammen mit anderen Leprakranken unter elenden Bedingungen isoliert leben musste. Tempe ist erleichtert, dass es sich nicht um Évangéline handelt. Sie will noch historische Akten zu Leprakranken durchgehen, um vielleicht doch die Identität der Toten zu lüften.
Der Roman endet mit einem Besuch Tempes bei Évangéline.

## Form

### Themen
Wie ihre Hauptfigur, Temperance Brennan, ist die Autorin Kathy Reichs auch forensische Anthropologin und verarbeitet Erfahrungen aus ihrer Arbeit in ihren Romanen. In Knochen zu Asche wird das Thema der forensischen Linguistik aufgegriffen, als Brennan von einem Kollegen ein altes Gedicht mit der Lyrik eines neueren Gedichtbandes vergleichen lässt.
In dem Roman wird außerdem auf die Geschichte der französischstämmigen Akadier eingegangen, die im Jahr 1755, nach der britischen Eroberung Kanadas, nach Europa und in die USA deportiert wurden und später nur teilweise aus dem Exil zurückkehrten. Aufgrund ihrer Erfahrungen mit den anglophonen staatlichen Behörden lebten viele Akadier sehr zurückgezogen und mieden Kontakte zu staatlichen Stellen, womit auch die mangelnde gesundheitliche Versorgung Évangélines und ihrer Mutter im Roman erklärt wird.

### Titel des Romans
Der Originaltitel des englischen Romans, Bones to Ashes, spielt auf den Gedichtband an, den Harry aus Obélines Haus entwendet, als Tempe und sie Obéline erstmals besuchen. Aufgrund der Analyse eines befreundeten forensischen Linguisten, der die Gedichte aus dem Band mit einem Gedicht Évangélines aus der Teenagerzeit vergleicht, das Tempe noch als Erinnerungsstück besitzt, stellt sich heraus, dass der Gedichtband von Évangéline stammen muss. Der Gedichtband wird auch zum entscheidenden Indiz, dass Évangéline noch lebt, denn Tempe und Harry finden heraus, dass die Gedichte in dem Band nicht vor 2001 entstanden sein können.

## Einordnung in die Literaturgeschichte
Bones to Ashes ist der zehnte Kriminalroman um die forensische Anthropologin Temperance Brennan. Kathy Reichs hat mit ihrer Krimireihe ebenso wie Patricia Cornwell dem Genre des forensischen Kriminalromans zur Popularität verholfen.

## Rezeption
Das Buch war ein Bestseller und wurde in verschiedene Sprachen übersetzt, darunter ins Chinesische, Polnische, Türkische und Deutsche. Von Bones to Ashes gibt es auch ein Hörbuch.
Roz Shea schreibt in Bookreporter, dass Kathy Reichs die Geschichte in sachlichem Stil mit oft gruseligem, klinischem Detail schildert. Sie lobt, wie Reichs die Jagd nach der Lösung gekonnt mit den technisch-medizinischen Details verknüpft. Paul Katz lobt in Entertainment Weekly die geglückte Darstellung der wissenschaftlichen Details und bemerkt, dass der Roman sehr viele unappetitliche und gruselige Details enthält, so dass er sich nicht als Lektüre nach dem Mittagessen eignet. Ulrike Lotze in der Westdeutschen Zeitung zeigt sich enttäuscht über die zu vielen parallel erzählten Handlungsstränge, die sich zu keiner spannenden Gesamthandlung zusammenfassen lassen, und nennt das Buch „ermüdend“. Publisher's Weekly lobt den Roman für die von Reichs schon gewohnte Mischung aus topaktueller forensischer Wissenschaft, guten Charakteren und nervenzereißender Spannung und nennt Bones to Ashes einen weiteren Schlager aus der zufriedenstellendsten Serie des Genres.
Die forensischen Kriminalromane von Kathy Reichs dienten auch als Inspiration für die Fernsehserie Bones. Obwohl die Hauptfigur in Bones auch Temperance Brennan heißt, wurden als Vorlage für die Fernsehserie aber eher Aspekte aus Kathy Reichs eigenem Leben verarbeitet, nicht so sehr die Figuren und die Handlungen der Romane.

### Textausgaben
- Kathy Reichs: Bones to Ashes. Scribner, New York 2007, ISBN 9780743294379.
- Kathy Reichs: Knochen zu Asche, aus dem amerikanischen Englisch übersetzt von Klaus Berr. Karl Blessing Verlag, 2007, ISBN 978-3442372836.

### Hörbuch
- Kathy Reichs: Bones to Ashes, gelesen von Linda Emons. Schuster & Schuster Audio, New York 2007, ISBN 978-0-7435-6616-2.